# HD 55775
HD 55775，又名BD-03 1804，SAO 134391、HR 2731，是一颗恒星，视星等为5.75，位于銀經219.01，銀緯3.27，其B1900.0坐标为赤經7h 9m 12.2s，赤緯-3° 3.27′ 49″。